# 걷기왕
"걷기왕"은 2016년에 개봉한 대한민국의 영화이다.

## 줄거리
선천적 멀미증후군으로 인해 왕복 4시간을 걸어서 통학하다 우연한 기회에 경보를 시작하게 된 여고생 만복(심은경 분)은 멀미로 인해 어디든 걸어 다니느라 항상 피곤하기에 꿈과 열정을 외치는 또래와는 달리 나태한 하루하루를 살아간다. 그러다 만복은 경보를 통해 ‘멀미도 극복하고, 도전할 것이 생겼다’라는 기쁨에 뒤늦게 의지를 불태운다.

## 캐스팅
- 심은경 : 만복 역
- 박주희 : 수지 역
- 김새벽 : 담임 선생님 역
- 허정도 : 육상부 코치 역
- 윤지원 : 지현 역
- 안승균 : 정돈 역
- 김광규 : 만복의 아빠 역
- 김정영 : 만복의 엄마 역
- 최명빈 : 8세 만복 역
- 최원 : 수학쌤 역
- 이주영 : 육상부 1 역
- 오경화 : 육상부 2 역
- 전원규 : 육상부 3 역
- 심은우 : 이하니 역
- 임연희 : 나애리 역
- 정미경 : 경운기 아줌마 1 역
- 나윤희 : 경운기 아줌마 2 역
- 이정환 : 의사 1 역
- 이새로미 : 의사 2 역
- 김준범 : 선발전 대회관계자 역
- 정대훈 : 선발전 숫자판 스탭 역
- 임태진 : 보양고 코치 역
- 한송이 : 흰머리선수 1 역
- 이나영 : 흰머리선수 2 역
- 조하민 : 리코더 학생 역
- 오현승 : 구급요원 1 역
- 조현태 : 구급요원 2 역
- 변진수 : 전국대회 진행요원 1 역
- 맥스 레이놀즈 : 러시아 술집 종업원 역
- 안드레이 부라코브 : 러시아손님 1 역
- 길버트 브라이언 쿠크 : 러시아손님 2 역
- 그랜트 로스 브레넌 : 러시아손님 3 역
- 에카테피나 발레브하 : 러시아손님 4 역
- 옥주리 : 병실 아줌마 1 역
- 김연정 : 병실 아줌마 2 역
- 주인철 : 서울팀코치 1 역
- 서준열 : 서울팀코치 2 역
- 김평의 : 반학생 1 역
- 함성민 : 반학생 2 역
- 신지희 : 반학생 3 역
- 강해인 : 경보본선대회선수 1 역
- 최은지 : 경보본선대회선수 2 역
- 김아현 : 경보본선대회선수 3 역
- 김예지 : 경보본선대회선수 4 역
- 방수진 : 경보본선대회선수 5 역
- 장가현 : 경보본선대회선수 6 역
- 정단비 : : 경보본선대회선수 7 역
- 윤성호 : 자기계발서 저자 역
- 박기덕 : 아나운서 역
- 윤여춘 : 해설 역
- 이재진 : 효길 역 (우정출연)
- 안재홍 : 소순이 역 (특별출연)